# Jeffrey Fine
Pour les articles homonymes, voir Fine.
Jeffrey Fine est un réalisateur américain né à Charlottesville, en Virginie (États-Unis).

## Filmographie
- 1992 : Sandman
- 1996 : No Easy Way
- 1997-1998 : Contes de l'au-delà (Ghost Stories) (série télévisée)
- 1999 : Daring Capers (série télévisée)
- 2002 : A Haunting in Georgia (TV)
- 2004 : Interpol Investigates (en) (série télévisée)
- 2005 : Grounded on 9/11 (TV)
- 2005-2006 : Psychic Witness (série télévisée)

## Distinctions
- Cœur de cristal lors du Festival du film Heartland (en) en 1996 pour No Easy Way.